# إن لاين هوكي
إن لاين هوكي هي أحد أشكال رياضة الهوكي تلعب على سطح صلب وسلس،يستخم اللاعبون حذاء دحرجة للتحرك وعصى هوكي لضرب قرص في شباك الخصم لأحراز هدف. يتكون كل فريق من 5 لاعبين بما فيهم حارس المرمى.